# Jan De Bondt (hoogleraar)
Jan De Bondt (Gent, 3 maart 1919 - Tienen, 8 mei 2010) was een Vlaamse tandarts en hoogleraar aan de Katholieke Universiteit Leuven.

## Afkomst
Jan De Bondt was de zoon van Jan De Bondt senior (Evergem 1884 - Diksmuide 1962), conducteur van Bruggen en Wegen, die van nabij betrokken was bij de bouw van de eerste IJzertoren en later van de Paxpoort op de Diksmuidse weide. Samen met zijn broer Karel De Bondt (1888-1973) was hij de ontwerper van het gedenkteken voor de gebroeders Van Raemdonck in Steenstrate.
Jan De Bondt junior studeerde geneeskunde en tandheelkunde aan de Katholieke Universiteit Leuven en begon een academische carrière aan deze universiteit.

## Universitaire activiteiten
De Bondt werd diensthoofd-directeur van de school voor Tandheelkunde en Stomatologie aan de KU Leuven. Hij was stichtend lid en erevoorzitter van de Leuvense Universitaire Tandheelkundige Vereniging en gastprofessor aan de Universiteit van Kinshasa. 
De school voor Tandheelkunde in Leuven, binnen de Faculteit Geneeskunde, werd van 1934 tot 1972 geleid door professor Leon Van de Vyver. Onder zijn leiding werd, bij de splitsing van de universiteit, ook de School voor Tandheelkunde gesplitst en de Franstalige opleiding verhuisde tussen 1968 en 1972 naar Woluwe. Jan De Bondt was al jarenlang actief in de school en nam de directie ervan aan de KU Leuven in 1972 op zich.
In datzelfde jaar 1972 werd de opleiding tot tandarts zelfstandig: tot die tijd werden, na het kandidaatsdiploma geneeskunde, nog twee licentiejaren tandheelkunde gevolgd. Het nieuwe curriculum bestond uit twee kandidaturen en drie licentiejaren tandheelkunde, met onmiddellijke keuze door de student voor de tandheelkunde bij de aanvang van zijn studies. 
Prof. De Bondt bouwde de school en de klinische dienst verder uit. De naam werd gewijzigd in School voor Tandheelkunde, Mondziekten en Kaakchirurgie en gestructureerd in vijf afdelingen (conserverende tandheelkunde, prothetische tandheelkunde, orthodontie, parodontologie, stomatologie en maxillo-faciale heelkunde). De Bondt moedigde zijn studenten aan tot het behalen van een doctoraat in de tandheelkunde. Hij stimuleerde ook de ontwikkeling van verschillende research-laboratoria binnen het departement. Het sterk gestegen aantal eerstejaarsstudenten (tot 140) veroorzaakte heel wat organisatorische problemen. Voortaan werden ook stages buiten Leuven ingevoerd.
In 1985 werd De Bondt emeritus en werd hij opgevolgd door professor Guido Vanherle.

## Familiaal leven
Jan De Bondt was gehuwd met Suzy Vermeulen, en had drie kinderen (Jan, Paul en Isabel) en zeven kleinkinderen (Sara, Karel, Bruno, Steven, Annemie, Aline en Barbara).

## Sociaal leven
Jan De Bondt was:
- Baljuw Grootkruis van de Orde van Sint Jan OSJ Hospitaalridders, en Prior van het Prioratus Flandriae
- Stichtend lid van de Orde van den Prince Tienen
- Past-President van de Rotary Club Tienen
- Paul Harris Fellow
- Ridder in de Orde van 't Manneke uit de Mane.